# Scutacarus quadrangularis
Scutacarus quadrangularis är en spindeldjursart som först beskrevs av Paoli 1911.  Scutacarus quadrangularis ingår i släktet Scutacarus och familjen Scutacaridae. Inga underarter finns listade i Catalogue of Life.